# 小北 (广州)
23°8′19.51″N 113°15′59.95″E / 23.1387528°N 113.2666528°E

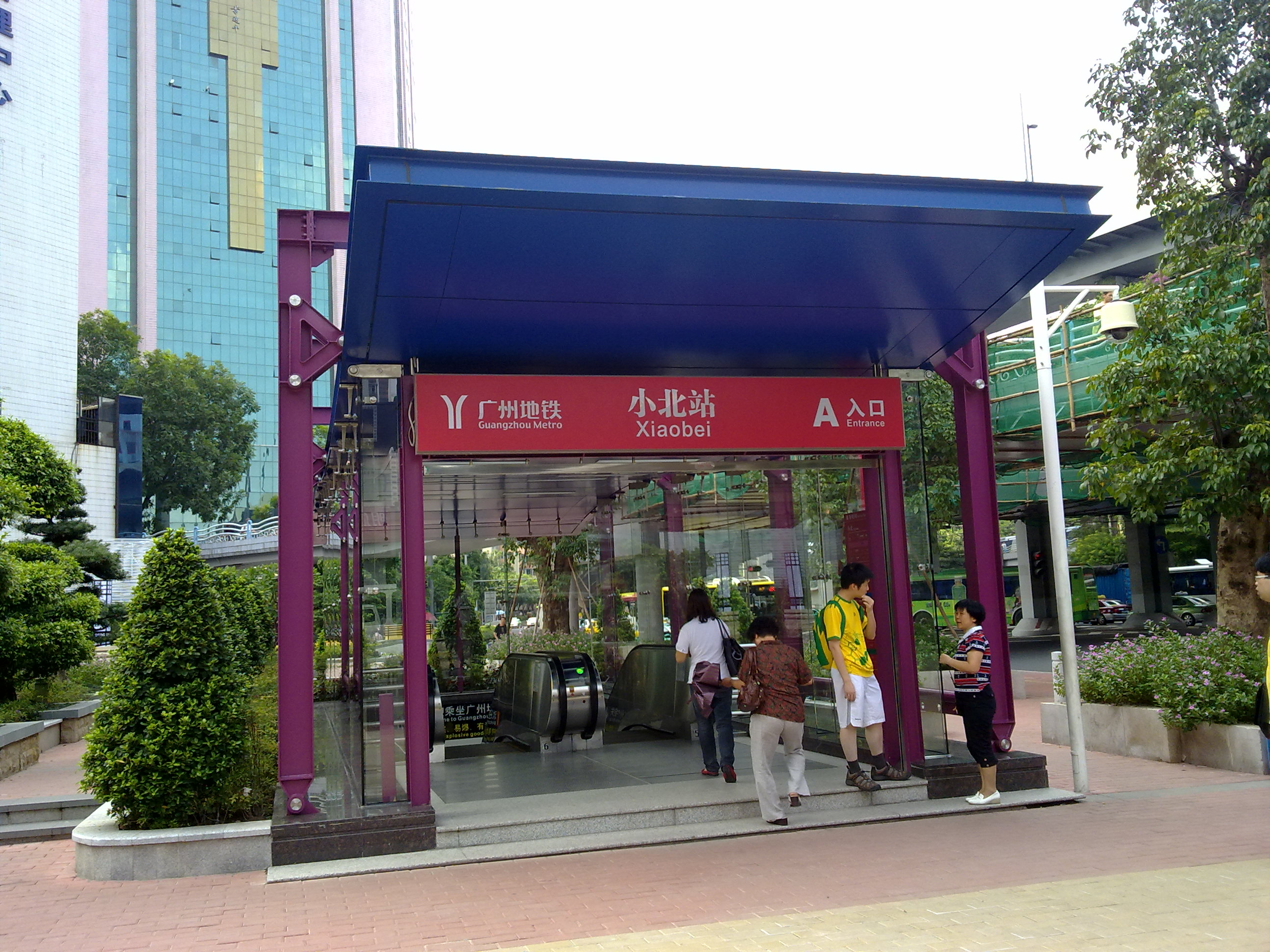
地鐵小北站

小北位于中国广州市，为小北路两侧一带。北至环市中路，南至东风中路，东至南坑西、朱紫寮、登瀛路和法政右巷一线，西至田心前至洪桥街一线。原为东濠涌流入广州城内的地点，因明代有广州城的小北门而得名。后来小北门旧址上建有小北绿岛喷泉（俗称小北花圈，现已拆除）。现时有北园酒家、广州市第十七中学、越秀宾馆、越秀公园（东门）等建筑。目前靠近环市路一带有众多非洲、中东人士聚居。